# Erster Anglo-Afghanischer Krieg
Ghazni – Khelat – Kahun – Gandamak – Dschalalabad – Kabul

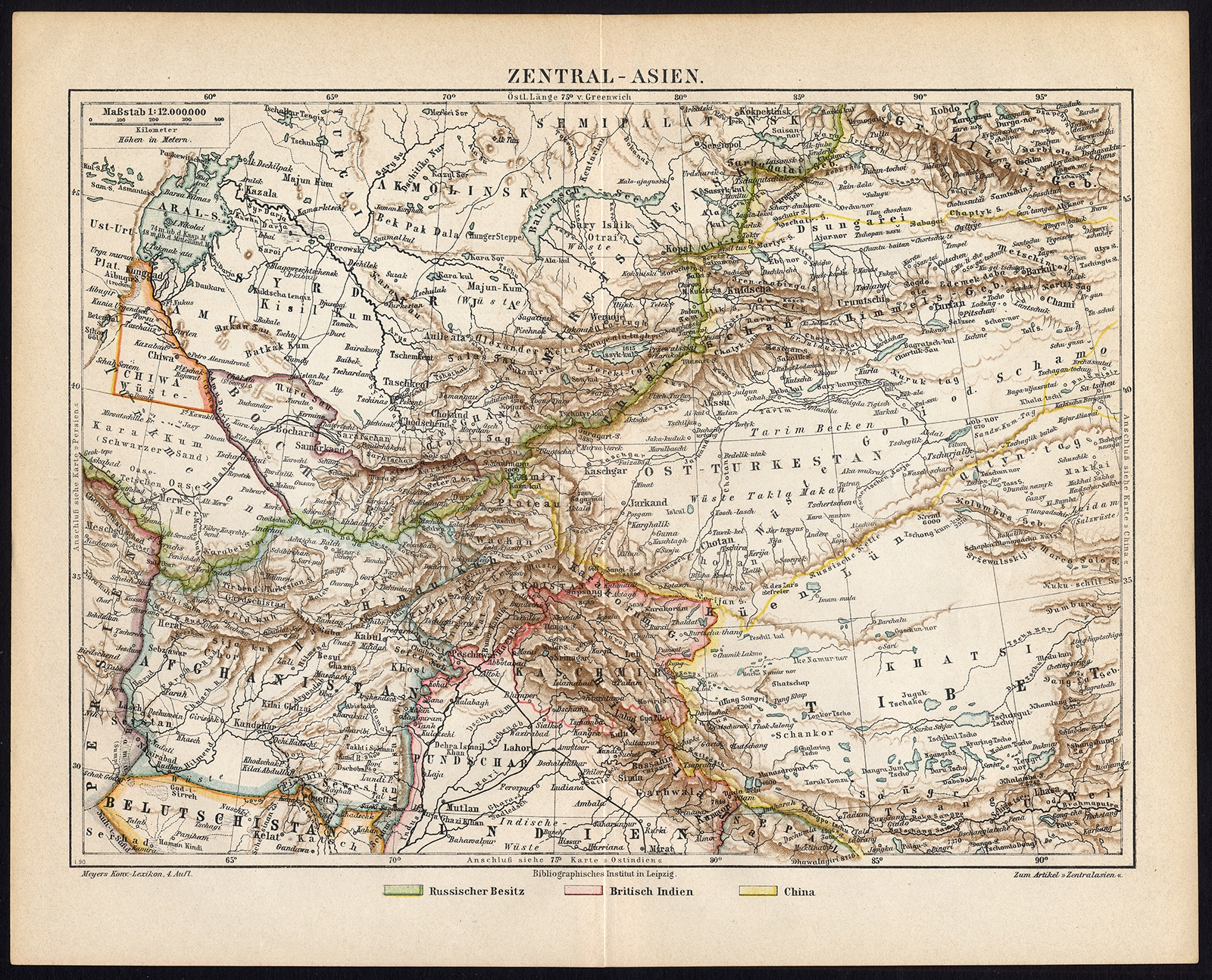
Zentralasien im 19. Jahrhundert

Britische Truppen durchqueren 1839 den Bolan-Pass auf ihrem Weg nach Afghanistan

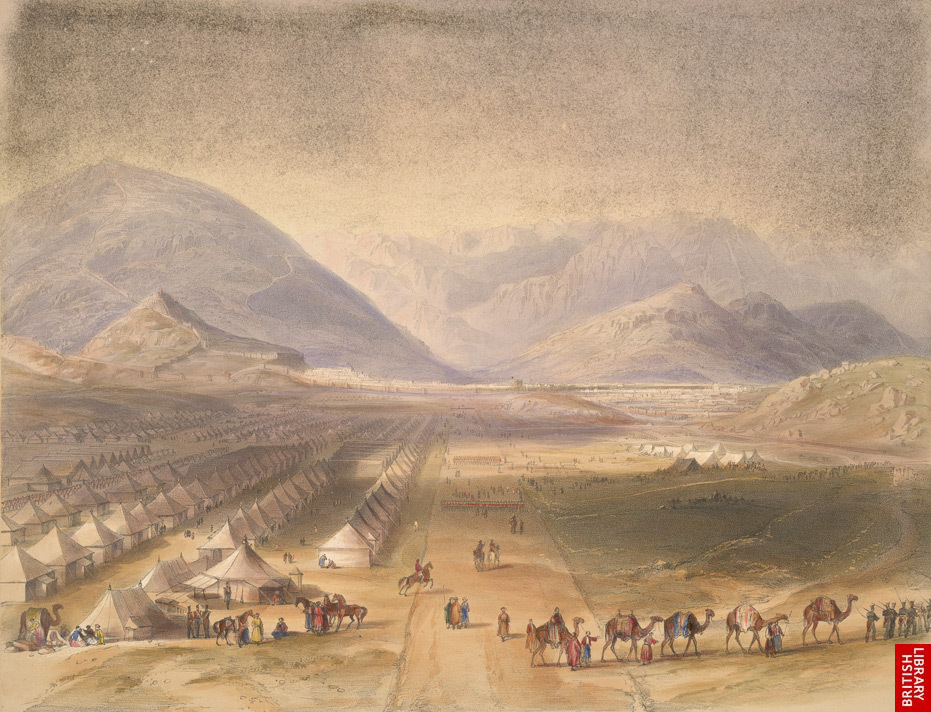
Kabul und das britische Lager von James Rattray

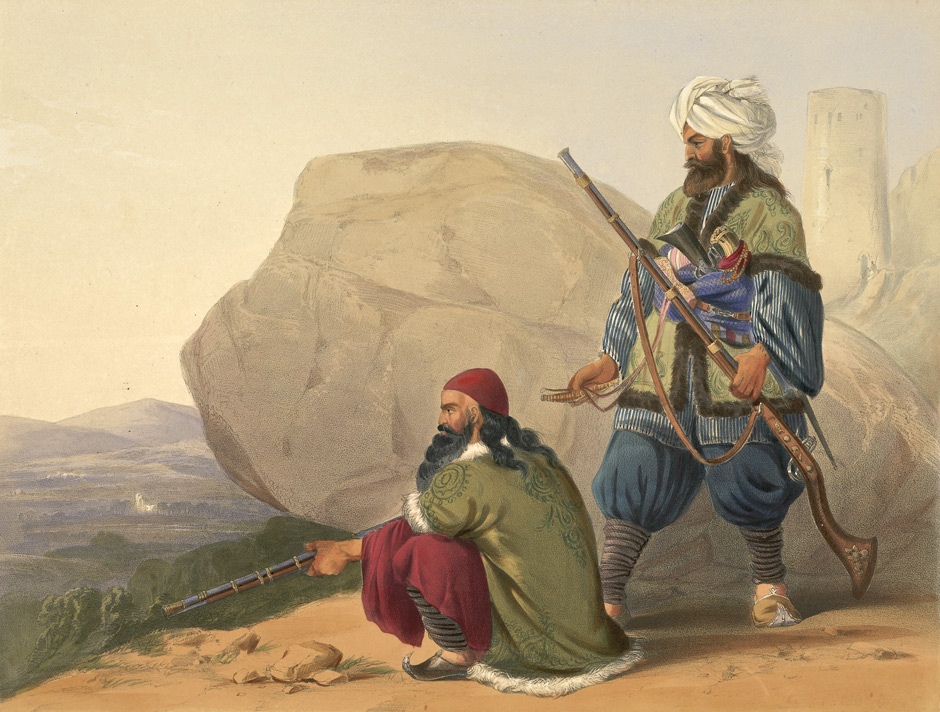
Afghanische Soldaten um 1841

Der Erste Anglo-Afghanische Krieg (englisch First (Anglo-)Afghan War) von 1839 bis 1842 war eine von drei militärischen Auseinandersetzungen des Britischen Empire mit Afghanistan zwischen 1839 und 1919, den Anglo-Afghanischen Kriegen. Ziel dieser Kriege war es, die britische Vormachtstellung in diesem Raum zu sichern und den Expansionsbestrebungen des Russischen Reiches Einhalt zu gebieten. Der anglo-russische Konkurrenzkampf in Zentralasien im 19. Jahrhundert wird auch als The Great Game bezeichnet.

## Hintergrund
Im Jahr 1837 belagerte die Armee des persischen Schahs Mohammed die westafghanische Stadt Herat. Sie wurde durch den russischen Botschafter Graf Iwan Ossipowitsch Simonitsch unterstützt. Der in Herat anwesende britische Artillerieoffizier Eldred Pottinger bot dem Emir von Herat seine Dienste an. Ihm wurde die Verteidigung übertragen, und es gelang, die Stadt zu halten. Zur selben Zeit war der russische Leutnant Jan Wiktorowitsch Witkewitsch auf dem Weg zu Dost Mohammed, dem Herrscher von Afghanistan. Sein Unternehmen war Teil der 1835 begonnenen Annäherung Afghanistans an Russland. In Kabul traf er auf den britischen Offizier und Vertrauten Dost Mohammeds Alexander Burnes. Dieser war im Auftrag der britischen Regierung in Kabul, um einen Vertrag auszuhandeln. Kernproblem dieser Verhandlungen war der Status von Peschawar, das durch Ranjit Singh, den Herrscher von Punjab, erobert worden war. Dieser genoss das britische Vertrauen und war nicht gewillt, seine Ansprüche aufzugeben. Burnes riet dem britischen Generalgouverneur von Indien, Baron Auckland, Dost Mohammed zu unterstützen. Dieser entschied sich aber, der Meinung William Macnaghtens zu folgen. Er schrieb einen scharfen Brief an Dost Mohammed, in dem er ihn aufforderte, seine Ansprüche auf Peschawar sowie seine Annäherung an Russland aufzugeben. Da diese Forderungen als unannehmbar galten, reiste Burnes aus Kabul ab. Gleichzeitig spitzte sich die Situation um Herat zu. Mittlerweile hatte der russische Botschafter Graf Simonitsch das Kommando über die persische Armee übernommen. Daraufhin landeten britische Truppen am Persischen Golf. Dies hatte zur Folge, dass sich die persischen Truppen zurückzogen und sowohl Simonitsch als auch Witkewitsch nach Russland zurückbeordert wurden.

## Verlauf

### Die erste Eroberung Afghanistans
Um die Situation in Afghanistan ein für alle Mal zu lösen, beschloss Lord Auckland, mit dem Manifest von Shimla vom 1. Oktober 1838 Dost Mohammed zu entmachten und den früheren Herrscher Schah Schudscha Durrani wieder einzusetzen. Um dieser Forderung Nachdruck zu verleihen, wurde im Dezember 1838 die Army of the Indus, kombiniert aus Truppen der British Army und Truppen der Britischen Ostindien-Kompanie, nach Afghanistan geschickt. Ursprünglich bestand die Armee aus einem Kontingent der Präsidentschaft Bengalen unter Sir Harry Fane, bestehend aus zwei Divisionen unter Willoughby Cotton und Generalmajor Duncan, und einer Division der Präsidentschaft Bombay unter dem Kommando von Sir John Keane.
- Army of the Indus[1]
  - Bengal Korps
    - 1. Division (Generalmajor Willoughby Cotton)
      - 1. Infanteriebrigade (Oberst Sale)
      - 2. Infanteriebrigade (Brigadier Nott)
      - 3. Infanteriebrigade (Oberst Dennis)

    - 2. Division (Generalmajor Duncan)
      - 4. Infanteriebrigade (Oberstleutnant Roberts)
      - 5. Infanteriebrigade (Oberstleutnant Worsley)

    - Kavalleriebrigade (Oberst Arnold)
    - Artillerie (Oberstleutnant Graham)

  - Bombay Korps
    - 3. Division (Generalleutnant Keane)
      - 1. Infanteriebrigade (Oberst Wiltshire)
      - 2. Infanteriebrigade (Oberst Gordon)

    - Kavalleriebrigade (Oberstleutnant Scott)

Nachdem der Rückzug der Perser von Herat bekannt wurde, reduzierten die Briten die Streitmacht um Duncans Division. Daraufhin legte Fane das Kommando nieder. Nach der Vereinigung der Divisionen von Cotton und Keane am 6. April übernahm Keane das Kommando über die gesamte Streitmacht. Die Army of the Indus marschierte mit ca. 16.500 Mann britischer und indischer Truppen, 6.000 Afghanen unter Schah Shudscha Durrani sowie ca. 35.000 Bediensteten und Familienmitgliedern über den Bolan-Pass. Am 25. April 1839 erreichten sie Kandahar, das kampflos fiel. Die nächste Station auf dem Weg nach Kabul war die befestigte Stadt Ghazni, welche die Briten am 21. Juli erreichten. In der Schlacht von Ghazni konnte General Keane am 23. Juli dort eine afghanische Armee unter Hyder Khan schlagen. Am 30. Juli marschierte die britische Armee nach Kabul und nahm die Stadt am 7. August kampflos ein.
Ein Großteil der Army of the Indus kehrte nach Indien zurück, und Keane übergab das Kommando in Afghanistan an Willoughby Cotton. Auckland wurde im Dezember 1839 zum Earl erhoben, Keane wurde Baron, und der Resident William Macnaghten wurde Baronet. Die Briten konnten ihre Position im Land u. a. durch finanzielle Unterstützung von Stammesfürsten sichern. Die Situation blieb zunächst relativ ruhig, und die Briten verließen die Zitadelle von Bala Hissar in Kabul, um ein neues Quartier ca. 1,5 km außerhalb der Stadt zu beziehen. Am 23. November 1840 ergab sich Dost Mohammed den Briten. William Macnaghten schickte ihn ins indische Exil.
Im Frühling 1841 wurde Cotton durch Generalmajor Elphinstone ersetzt. Dieser erreichte im April Kabul und blieb dort mit einer Division. General Sir William Nott befehligte den gesamten Bereich Sindh und den Süden Afghanistans. Sein Hauptquartier hatte er seit Januar 1841 in Kandahar.

### Aufstand gegen die britische Besetzung
Im August 1841 wurde Robert Peel in London mit der Bildung einer Regierung der Torys beauftragt. Die neue Regierung reduzierte die Zahlungen an die afghanischen Stammesführer, und diese schmälerten ihre Unterstützung für die britische Besetzung. Im Laufe des Jahres 1841 mehrte sich die Unruhe, genährt von Steuererhöhungen durch König Schah Schudscha und dem ausschweifenden Leben einiger britischer Offiziere, allen voran Alexander Burnes.
Am 9. Oktober 1841 wurden Soldaten der 35th Native Infantry unter Oberst Monteath am Khoord Kabul Pass angegriffen. Daraufhin wurde eine Brigade unter Oberst Robert Henry Sale, hauptsächlich bestehend aus dem 13th Regiment of Foot, nach Dschalalabad verlegt, um Monteath zu verstärken und den Verbindungsweg nach Indien zu sichern. Afghanische Freischärler attackierten britische Außenposten, und in Kabul versammelte sich am 2. November 1841 eine Menschenmenge vor Burnes’ Haus. Bei einem Fluchtversuch wurde er entdeckt und getötet. Die britische Garnison unterließ es, ihm zur Hilfe zu kommen, und die einheimischen Truppen flohen vor der aufgebrachten Menge. Die Untätigkeit der Briten führte zu einem allgemeinen Aufstand und zur Belagerung der britischen Garnison. Am 23. November 1841 unternahmen die Briten einen Ausfall, um zwei afghanische Geschütze zu zerstören. Bei einem anschließenden Angriff auf eine in der Nähe gelegene Siedlung erlitten sie starke Verluste und zogen sich zurück. Die Ankunft von Mohammed Akbar, einem Sohn Dost Mohammeds, mit 6.000 Mann in Kabul verschärfte die Lage. Mittlerweile standen rund 30.000 afghanische Kämpfer etwa 4.500 britisch-indischen Truppen gegenüber.
Am 23. Dezember 1841 kam es nach Verhandlungen zu einem Treffen von Macnaghten und Akbar am Fluss Kabul, bei dem Macnaghten getötet wurde. Erneut reagierte der britische Kommandeur Elphinstone nicht. Eldred Pottinger wurde nun zum britischen Verhandlungsführer und akzeptierte die Kapitulation. Dabei erreichte er nur, dass nicht die Familien einiger Offiziere, sondern diese selbst als Geiseln in Kabul verblieben. Weiterhin wurde ihm eine Eskorte zum Schutz versprochen.

### Elphinstones Rückzug

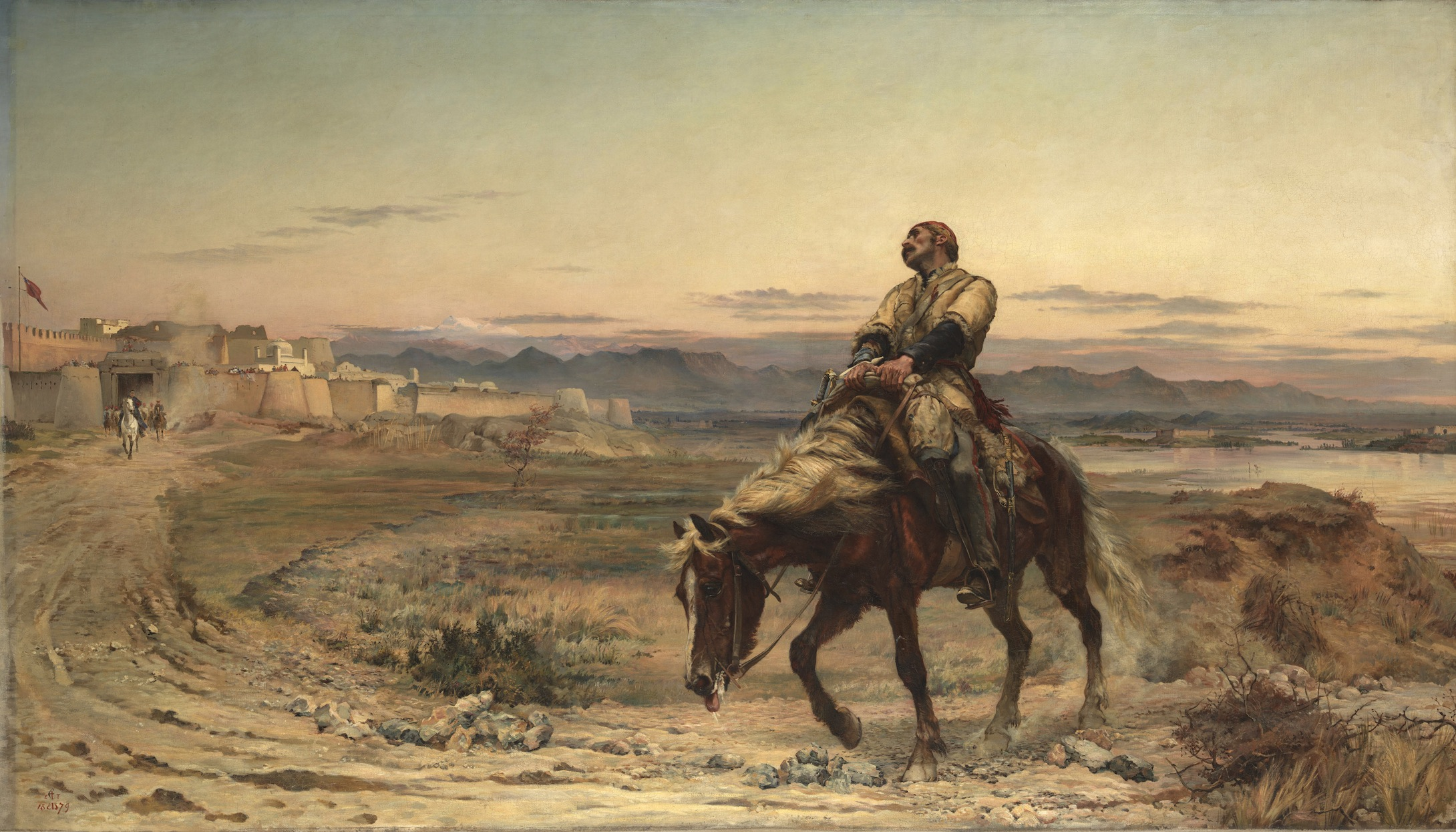
Remnants of an Army von Elizabeth Butler - William Brydon, der einzige Überlebende von 15.500 Zivilisten und Soldaten erreicht Dschalalabad

Am 6. Januar 1842 begann der Rückzug der Truppen Generalmajor Elphinstones aus Kabul. Ziel war das Erreichen der nächsten Garnison in Dschalalabad, ca. 140 km entfernt. Der Zug bestand aus ca. 12.000 Zivilisten, 690 britischen und 2.840 indischen Soldaten. Bereits beim Verlassen der Garnison wurden sie angegriffen. Die Angriffe setzen sich fort, und die durch Akbar Khan versprochene Eskorte erschien nicht. Unterwegs kam es zu mehreren Verhandlungen mit ihm, und man ließ weitere Geiseln zurück, unter ihnen Pottinger und Lady Sale, die Frau von Robert Sale. Am 11. Januar geriet schließlich Elphinstone selbst in die Gefangenschaft Akbars, wo er bis zu seinem Tode bleiben sollte. Am 8. Januar 1842 wurde der Tross beim Überqueren des Khurd-Kabul-Passes angegriffen, und es fielen ca. 3.000 Männer, Frauen und Kinder. Vier Tage später waren nur noch ca. 2.300 Menschen am Leben. Die Überlebenden versuchten nun, nach Dschalalabad durchzubrechen, wurden aber in immer neuen Angriffen dezimiert. Die letzten britischen Überlebenden – zwanzig Offiziere und fünfundvierzig Soldaten, hauptsächlich vom 44th East Essex Regiment – wurden am Morgen des 13. Januar in der Schlacht von Gandamak getötet oder gefangen genommen. Aus Elphinstones Zug gelang dem britischen Militärarzt William Brydon am Nachmittag des 13. Januar der Durchbruch nach Dschalalabad. Er hatte sich einige Tage vorher mit 12 Offizieren von der Hauptarmee getrennt. Brydon gilt als einziger Europäer, der den Rückzug von Kabul nach Dschalalabad überlebte. Außerdem gelangten ein „griechischer Händler“ und ein Mr. Baness nach Dschalalabad. Letzterer traf zwei Tage nach Brydon dort ein, überlebte aber nur einen Tag. Weiterhin gelang es in den nächsten Wochen einer kleinen Anzahl von indischen Sepoys, Dschalalabad zu Fuß zu erreichen. Etwa 115 britische Offiziere, Soldaten, Frauen und Kinder wurden gefangen genommen und als Geiseln gehalten.

### Die zweite Eroberung Afghanistans

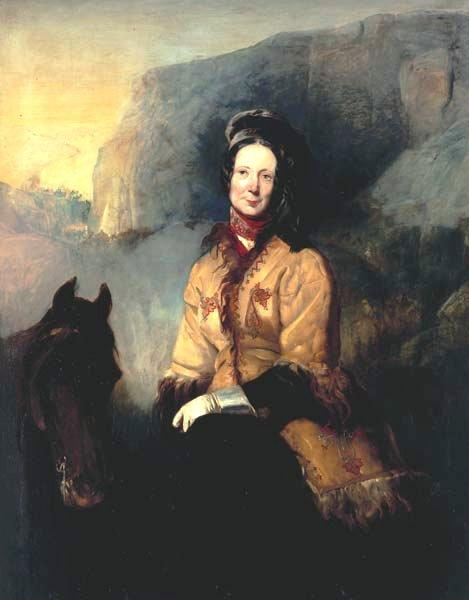
Lady Sale beim Rückzug aus Kabul von Richard Thomas Bott

Am 28. Februar wurde Lord Auckland durch Edward Law, 1. Earl of Ellenborough ersetzt. Als Reaktion auf die Niederlage im Winter wurde bei Peschawar eine Strafexpedition unter Generalmajor George Pollock zusammengestellt. Diese marschierte am 5. April über den Chaiber-Pass. Zwischenzeitlich hatte General Sale seit dem 12. November 1841 mit 1.500 Mann der Belagerung von Dschalalabad durch 5.000 Afghanen standgehalten. Am 19. Februar zerstörte ein Erdbeben die Verteidigungsanlagen von Dschalalabad. Nachdem Sale auch noch die falsche Nachricht der Vernichtung von Pollocks Armee erhalten hatte, entschied er, einen Ausfall durchzuführen. Durch diesen konnte er am 7. April die Belagerer vertreiben. Dabei fiel der Kommandeur des 13th Regiment of Foot William H. Dennie. – Eine Woche später erreichte dann Pollock Dschalalabad.
Nach dem Entsatz Dschalalabads am 13. April 1842 marschierten Pollocks und Sales Truppen auf Kabul. Dort war Schah Schudscha Durrani zwischenzeitig aus der Zitadelle von Bala Hissar gelockt und ermordet worden. Die britischen Geiseln wurden nach Bamiyan verlegt. Als Akbar vor den heranrückenden britisch-indischen Truppen floh, wollte er die Geiseln nach Buchara bringen lassen, was aufgrund mangelnder Unterstützung nicht gelang.
Nott hatte im kritischen Winter 1841/42 die von den Afghanen belagerte Garnison Kandahar gehalten und schlug mit zwei Ausfällen im Januar und März 1841 die Belagerer in die Flucht. Als er im Juli 1842 den Befehl erhielt, aus Kandahar abzurücken und sich mit seiner 5000 Mann starken Truppe aus Afghanistan zurückzuziehen, marschierte er in freier Auslegung des unklar formulierten Befehls über Khelat-i-Gilzie in Richtung Ghazni, wo seine Truppen am 30. August 1842 die an Zahl mehr als zweifach überlegenen Afghanen unter dem Kommando von Schamsedin Khan vernichtend schlugen. Nachdem die Briten Anfang September die Stadt und ihre Zitadelle erobert und zerstört hatten, setzten sie ihren Marsch nach Kabul fort, wo sie sich am 17. September mit den Truppen von Pollock vereinten.
Die Geiseln aus Elphinstones Armee hatten sich mittlerweile von ihren Bewachern freigekauft. Nach der Einnahme von Kabul am 15. September und der Inthronisation von Schah Schudschas Sohn erfolgte die Rettung der Geiseln. Elphinstone selbst war mittlerweile verstorben. Pottinger hatte mit 58 Männern, 19 Frauen – darunter Lady Sale – und 22 Kindern überlebt. Die Geiseln erreichten am 19. September die Truppen von General Sale und konnten sich in Sicherheit bringen. Zur Bestrafung Kabuls befahl General Pollock die Zerstörung der Zitadelle und des Basars. Kabul wurde während dieser zwei Tage durch die Truppen geplündert.

## Folgen
Am 11. Oktober 1842 zogen sich die Truppen aus Kabul und in der Folge aus Afghanistan vollständig nach Indien zurück, nachdem die Britische Ostindien-Kompanie zu dem Schluss gekommen war, dass die fortgesetzte Besetzung zu riskant und kostspielig war. Dost Mohammed kehrte auf den Thron zurück und herrschte bis zu seinem Tod 1863.
Von 1878 bis 1880 kam es erneut zum Krieg zwischen Afghanistan und dem Britischen Empire, dem Zweiten Anglo-Afghanischen Krieg.

## Der Erste Anglo-Afghanische Krieg in der Kunst
- Der erste Roman der Flashman Papers Flashman, Im Dienste Ihrer Majestät von George MacDonald Fraser behandelt Elphinstones Rückzug aus Afghanistan.
- Theodor Fontane beschreibt in der Ballade Das Trauerspiel von Afghanistan ebenfalls diesen Rückzug.
- Lady Florentia Sale beschrieb ihre Erlebnisse in dem Buch A Journal of the Disasters in Afghanistan 1841 - 42, Baudry's European Library, Paris, auf Deutsch erschienen bei Weigel, Leipzig 1843: Tagebuch der Unfälle in Afghanistan 1841 - 1842.